# 2M
2M è il secondo canale televisivo satellitare pubblico marocchino, fondato il 4 marzo 1989 a Casablanca. Oggi il 20,7% di 2M è di proprietà del re Mohammed VI mentre, circa il 68% è controllato dal governo marocchino.

## Storia
Nel 1988, l'azienda ha firmato un contratto di concessione, con la Soread, per la diffusione nazionale delle trasmissioni televisive, con il supporto del governo marocchino. È una concessione del servizio pubblico radiotelevisivo, e come tale presupponeva degli obblighi sia da parte del concessionario, la Soread, che per il fornitore, lo Stato. Nel 1988, in seguito alla firma di un accordo operativo tra i due contraenti, 2M divenne il primo canale a pagamento africano privato e commerciale. Il 4 marzo 1989 iniziava a trasmettere dei programmi criptati e in chiaro.
Come tutte le Pay TV, 2M aveva una caratteristica elitaria, aveva fissato l'obiettivo di raggiungere nel 1994 la quota di 250.000 abbonati.
Al momento del lancio, il canale divenne in Marocco una vera e propria mania, anche se operava in un ambiente culturale assai complesso, ma soffriva particolarmente dello sviluppo della pirateria e della concorrenza sleale. Dopo cinque anni di esistenza, non è più un canale di nicchia con una vocazione internazionale, ma un canale generalista, di prossimità, una canale che vuole fare la differenza, ma con una sua specificità.
Il 1º gennaio 2019 il canale cambia il logo, lo slogan e gli ident. Nonostante ciò il canale non è ancora visibile in HD. 
A partire dagli ultimi mesi del 2024, durante le pause pubblicitarie, 2M ha iniziato a trasmettere informazioni sulle nuove frequenze dei satelliti necessarie per consentire la visione ufficiale del canale in HD.

## Gestione
Dopo sette anni di operatività, il più grande azionista della Soread, primo gruppo industriale privato africano, la ONA (Omnium Nord Africain), a causa di difficoltà finanziarie, si ritira dalla gestione della catena 2M. Lo Stato marocchino che aveva firmato la concessione, il 19 giugno 1996 ne riacquista il controllo, raggiungendo la quota del 68%. Il 10 gennaio 1997, il canale 2M viene finalmente trasmesso in chiaro, travolgendo i media dell'intero panorama televisivo marocchino. Grazie ad una serie di contributi di assistenza per la promozione audiovisiva nazionale, il canale aumenta il suo mercato nella pubblicità e contemporaneamente, nella produzione e commercializzazione di trasmissioni ausiliarie criptate.

## Diffusione
2M segnava sin dall'inizio una vera e propria rottura nel panorama dei media presenti sul territorio marocchino. Alla fine del 1990, dopo aver ampliato la sua capacità di trasmissione su tutto il territorio nazionale, il canale 2M è diventato subito uno dei più seguiti in Marocco ed è ora il più visto al mondo, sia attraverso il canale satellitare Maghreb che attraverso la trasmissione digitale, via cavo e ADSL. Nel 2009 ha celebrato il suo ventesimo anniversario.
Dal 1989 al 1996, 2M venne gestito dall'ONA (Omnium Nord Africain), il primo gruppo industriale privato africano, in collaborazione con l'emittente francese TF1, la Sofirad, il gruppo canadese Videotron, e varie istituzioni marocchine.
Dal 1996, 2M appartiene al governo marocchino che ne possiede il 68% del capitale.
La sede di 2M si trova a Casablanca, in particolare nella località di Ain Sebaâ.

## Programmi
Il riposizionamento del canale si basava su tre caratteristiche principali: l'intrattenimento, l'informazione, la curiosità e la conoscenza. Questo canale, viene ricevuto da quasi il 70% della popolazione, e contribuisce in modo significativo al successo del settore audiovisivo marocchino e specialmente all'apertura della nazione marocchina nel mondo. Il canale inoltre distribuisce anche molti film statunitensi, turchi, francesi, e marocchini.
Attraverso la fusione degli editoriali arabi e francesi, la catena 2M ha moltiplicato le informazioni sul canale in conformità con i principi di indipendenza e di libertà di espressione.

### Elenco principali trasmissioni di 2M
- Moubacharatan Mâakoum
- L’Atlas est ouvert
- Viva Médina
- Studio 2m
- Ajial
- Grand Angle
- Champions league
- Ch'hiwat bladi
- Ch'hiwat choumicha
- Éclairages
- Mais Encore?
- Planet foot
- Challengers
- Marocchini nel mondo
- 24
- Alias
- Bones
- Buffy contro i vampiri
- Compte à rebours (Doppiata in Arabo marocchino)
- Damages
- Dark Angel
- Desperate Housewives
- Dexter
- En quête de justice
- Friends
- L'uomo invisibile
- Jericho
- Les 4400
- Les Experts
- Les Experts: Manhattan
- Les Experts: Miami
- La mia vita da star
- Mad Men
- Medium
- Missing Persons Unit (Doppiata in Arabo marocchino)
- NCIS
- New York District
- New York unità speciale
- Newport Beach
- Prison Break
- Rubi
- Stargate Atlantis
- Un, dos, tres
- Masterchef Maroc
- Info Soir
- 12h45
- Eurovision Song Contest (2018-)
- Beni Affet (Doppiata in Arabo marrochino)
- Fazilet Hanım ve Kızları (Doppiata in Arabo marrochino)
- Kara Sevda (Doppiata in Arabo marrochino)
- Aşkın Bedeli  (Doppiata in Arabo marrochino)

### 2M Kids
- I Maledetti Scarafaggi
- Les Bons Conseils de Celestin (Doppiata in Arabo marrochino)
- Zig & Sharko